# 1062
Cette page concerne l'année 1062  du calendrier julien.
L'année 1062 est une année commune qui commence un mardi.

## Évènements
- Avril : coup d'État de Kaiserswerth[1]. Les grands du royaumes de Germanie réussissent à enlever le jeune Henri IV, tandis qu'il séjournait avec sa mère Agnès d'Aquitaine à Kaiserswerth (district de Düsseldorf). Début de la régence des archevêques Annon de Cologne et Adalbert de Brême sur le Saint-Empire.

- 14 avril : l’antipape Honorius II prend Rome mais doit regagner son évêché de Parme[2].

- 21 mai : prise de Capoue par le comte Richard d'Aversa[3].

- Août - septembre : Roger Ier qui a reçu l'investiture du comté de Sicile de Robert Guiscard, passe dans l'île. Il est assiégé à Troina durant environ 4 mois dans des conditions très difficiles avec sa jeune femme Judith[4].

- 9 août : la bataille de la Nissa est remportée par Harald III de Norvège, qui ne parvient cependant pas à conquérir le Danemark.

- La ville de Marrakech est fondée au Maroc par l'Almoravide Youssef Ibn Tachfin qui en fait sa capitale[5].
- Désordre gouvernemental dans l'Égypte fatimide : vingt-deux vizirs se succèdent de 1062 à 1066[6].
- Raid Turkmène sur la région de Malatya et de Diyarbakir[7].
- Philippe Ier, roi des Francs, regroupe les feudataires inquiets de la puissance normande[8].